# Gunnar Järvhammar
Gunnar Järvhammar, född 5 april 1946 i dåvarande Skärstads församling, död 16 juni 2018 på Riddersberg i Jönköpings kommun, var en svensk fastighetsentreprenör.
Gunnar Järvhammars far var företagare med åkeri-, asfalt- och grävmaskinsföretag. Gunnar Järvhammar växte upp i Kaxholmen i nuvarande Jönköpings kommun i en familj med fyra bröder. Han byggde upp fastighetsbolaget Lustgården i Jönköping.
Han var gift med juristen Margareta Järvhammar (1949–2017) och hade barnen Niklas Järvhammar (född 1971) och Angelica Järvhammar Hanéll (född 1975).